# Uso de ferramentas por animais

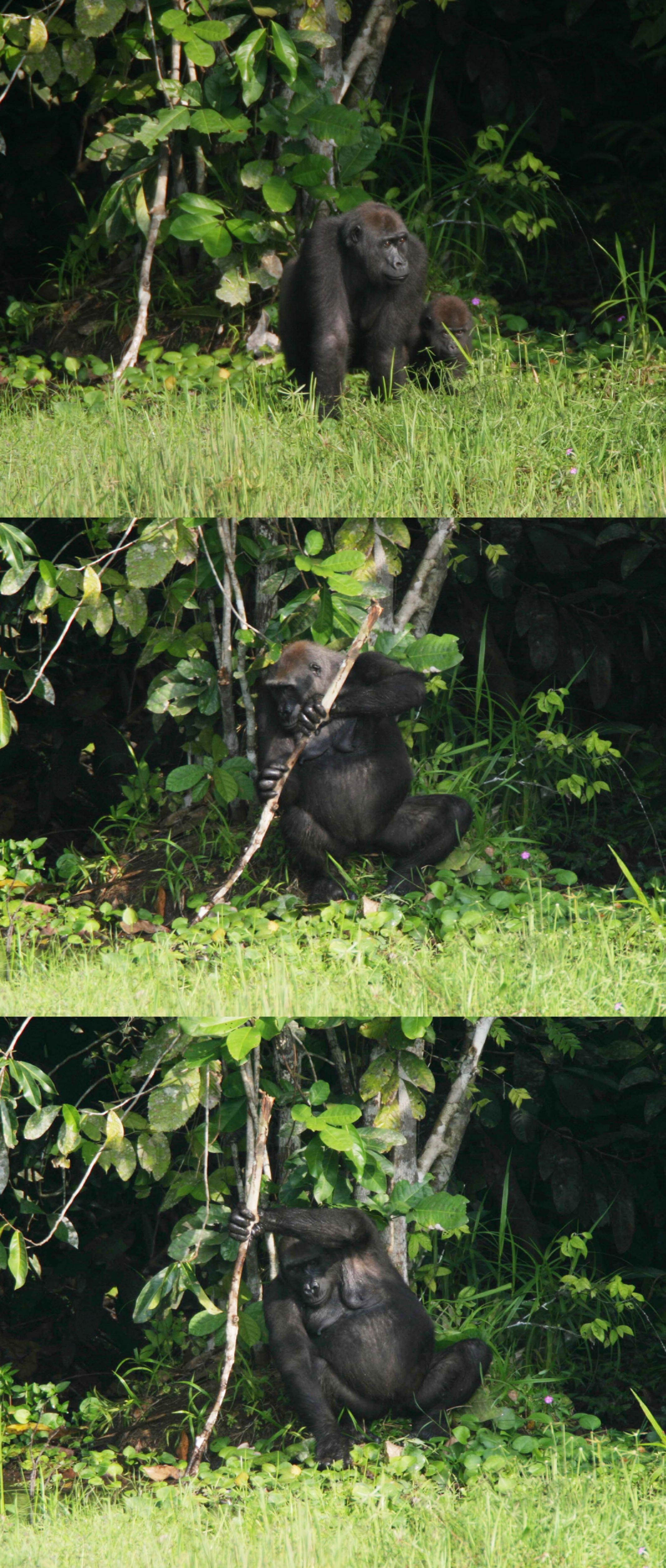
Um gorila preparando um graveto para ser utilizado como bengala.

O uso de ferramentas por animais é um comportamento vastamente observado em inúmeras espécies e uma característica que surgiu independente em diversos grupos, como primatas, aves, polvos, cetáceos, ouriços-do-mar e até insetos. Apesar de raro em animais aquáticos, esse comportamento, assim como em animais terrestres, é taxonomicamente diverso.
A definição exata de uso de ferramentas por animais e até mesmo do próprio conceito de ferramenta é um tema de debate que se estende por décadas entre estudiosos. Por ter sido considerada por muito tempo uma característica exclusiva de seres humanos, muitas das definições de uso de ferramentas tem uma ótica antropocêntrica, que vêm sendo desconstruída com o passar do tempo. Atualmente, o conceito de uso de ferramentas varia de acordo com o objetivo do estudo em questão.
Devido a essa ótica antropocêntrica, por muito tempo foi pensado que o uso de ferramentas estava associado diretamente ao tamanho maior do encéfalo e a um nível de cognição elevado. Atualmente, sabe-se que o uso de ferramentas depende não só do tamanho do encéfalo, como também da presença de características e condições que permitam ou favoreçam tal atividade, da capacidade de aprendizado e, consequentemente, do nível de convívio social da espécie em questão, além do comportamento instintivo do animal. Essas características podem, exclusivamente, influenciar o uso de ferramentas ou agir de forma conjunta para a manifestação desse comportamento. Por exemplo, foram observados caranguejos que tiveram seus cérebros removidos e continuaram executando tarefas de ornamentação através do uso de ferramentas.
Os tipos de uso de ferramentas também são incrivelmente diversos e variam de espécie para espécie, sendo observados usos para a alimentação, defesa, manutenção corporal e até como iscas. Existem várias hipóteses para a evolução do comportamento de exploração do ambiente através de ferramentas, as quais incluem desde abordagens mais gerais que abrangem todos os táxons, até abordagens específicas para cada táxon.

## Tipos de ferramentas
A chave para identificar o uso de uma ferramenta é definir o que constitui a ferramenta. Pesquisadores de comportamento animal chegaram a diferentes formulações.
Um objeto que tem sido modificado para o propósito de adaptação' ou 'um objeto inanimado que alguém usa ou modifica de algum jeito para causar uma mudança no ambiente, facilita assim a conquista de um objetivo alvo'.— Hauser, 2000
O uso de objetos físicos que não sejam do próprio corpo do animal como um meio de estender a influência física realizada pelo animal.— Jones and Kamil, 1973
um objeto conduzido ou mantido para uso futuro— Finn, Tregenza, and Norman, 2009

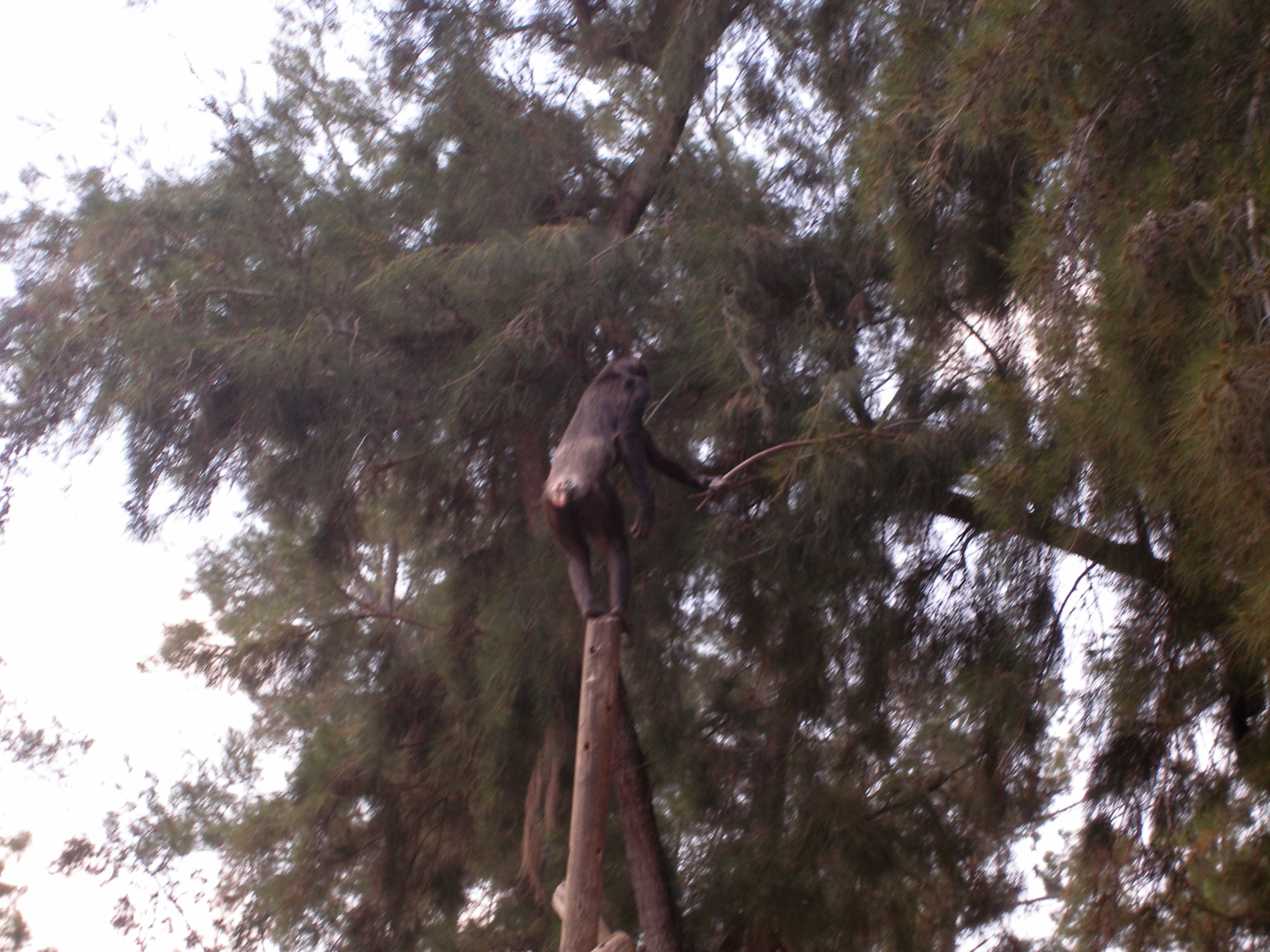
Um chimpanzé usando uma vara para pegar comida.

As ferramentas mais comuns são varas ou pedaços de pedra.

## Uso
O uso de ferramentas implica se um animal tem conhecimento da relação entre objetos e seus efeitos.
Se um objeto é colocado fora do alcance de cães e crianças, sobre uma toalha, o animal e a criança provavelmente puxariam a toalha para trazer o objeto perto deles. Porém, isto mostra o conhecimento sobre a natureza do mundo (memória declarativa) ou a lembrança de regras já aprendidas (processual)?
- Varas podem ser utilizadas para quebrar um cupinzeiro por comida ou também para lutar com rivais. Também são, às vezes, utilizados para preparação de alimentos.

- Pedras podem ser utilizadas, novamente, para lutar com rivais. No entanto, eles também podem ser usados para esculpir pedaços de madeira por animais mais inteligentes.

Algumas espécies, como o Tentilhão Pica-Pau das Ilhas Galápagos, usam ferramentas particulares como uma parte essencial de seu comportamento fugitivo. No entanto, estes comportamentos são frequentemente bastante inflexíveis e não podem ser aplicados efetivamente em situações inusitadas. Várias outras espécies mostraram-se serem capazes de utilizar ferramentas mais flexíveis. Um exemplo bem conhecido é a observação de Jane Goodall de um chimpanzés "pescando" cupins em seus ambientes naturais; grandes símios são observados utilizando ferramentas efetivamente; várias espécies de corvos também têm sido treinados para usar ferramentas em experimentos controlados, ou migalhas de pão como isca de pesca.

### Uso de ferramentas por grupos específicos de animais

#### Primatas

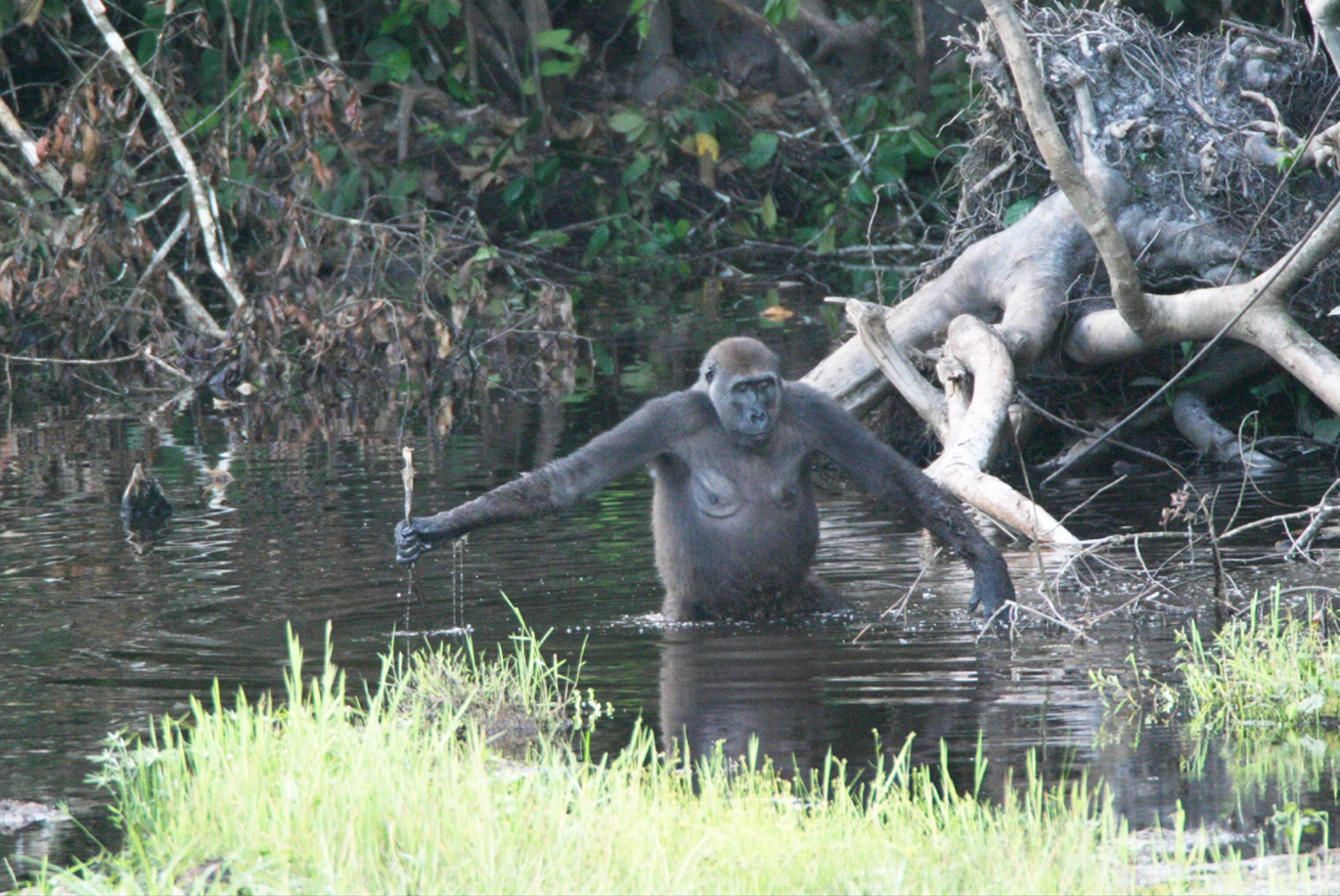
Um gorila utilizando uma vara para medir a profundidade da água no Parque Nacional de Nouabalé-Ndoki, norte do Congo.

Os animais que mais realizam o uso de ferramentas são os humanos, que desenvolveram ferramentas mecânicas, elétricas e eletrônicas para múltiplos propósitos, muito distantes em avanço de mesmo os animais não-humanos mais avançados.
Pesquisas de 2007 mostram que os chimpanzés na savana Fongoli adelgaçam varas para usar como lanças quando caçam, considerada a primeira evidência de uso sistemático de armas em espécies não-humanas. Também foi observado na década de 1970 que chimpanzés usam varas como sondas para coletas formigas e cupins. Eles também foram observados cortando a vara com seus dedos e dentes para que possam caber no buraco do ninho das formigas. Também foram observados usando duas ferramentas, uma vara para cavar o formigueiro e uma 'escova' feita do pecíolo da grama com seus dentes para coletar formigas. Na África Ocidental, os chimpanzés tem sido observados batendo nozes em uma pedra, a fim de quebrá-las. Alguns grupos usam uma outra pedra enquanto outros usam bastões de madeira (varas pesadas). Em um grupo de chimpanzés, foi observado que uma fêmea estavam utilizando uma vara para quebrar uma colmeia de abelhas para adquirir mel. Em uma experiência, um grupo de chimpanzés foram apresentados com um leopardo falso que movia a cabeça. Houve rapidamente uma comoção, visto que os leopardos são um dos predadores dos chimpanzés. Eles então foram observados golpeando o leopardo falso com galhos de uma árvore caída. Continuaram fazendo isto até que o movimento com a cabeça tenha acabado.
Gorilas tem sido observados (como a figura ao lado) usando varas para medir a profundidade da água.
Orangotangos também foram observados usando varas para medir a profundidade da água. Também foi observado que orangotangos em Sumatra usam varas para adquirir sementes de uma determinada fruta. Isto porque o revestimento interior da fruta tem cabelos que aguilhoam. Na ilha de Kaja, um orangotango fêmea foi observado usando uma vara de pesca para adquirir peixe de uma rede após observar humanos locais pescando.
Macacos Cebus foram observados chocando nozes com duas pedras, a fim de quebrar as nozes. Durante experimentos em cativeiro, os cebus fizeram facas de sílex após chocar um pedaço de sílex contra o chão até ele quebrar e, em seguida, usar o partes menores para cortar uma caixa contendo frutas. Alguns cientistas acreditam que isto não ocorre por causa da inteligência superior dos cebus, mas sim de um efeito interessante de sua natureza agressiva e destrutiva.

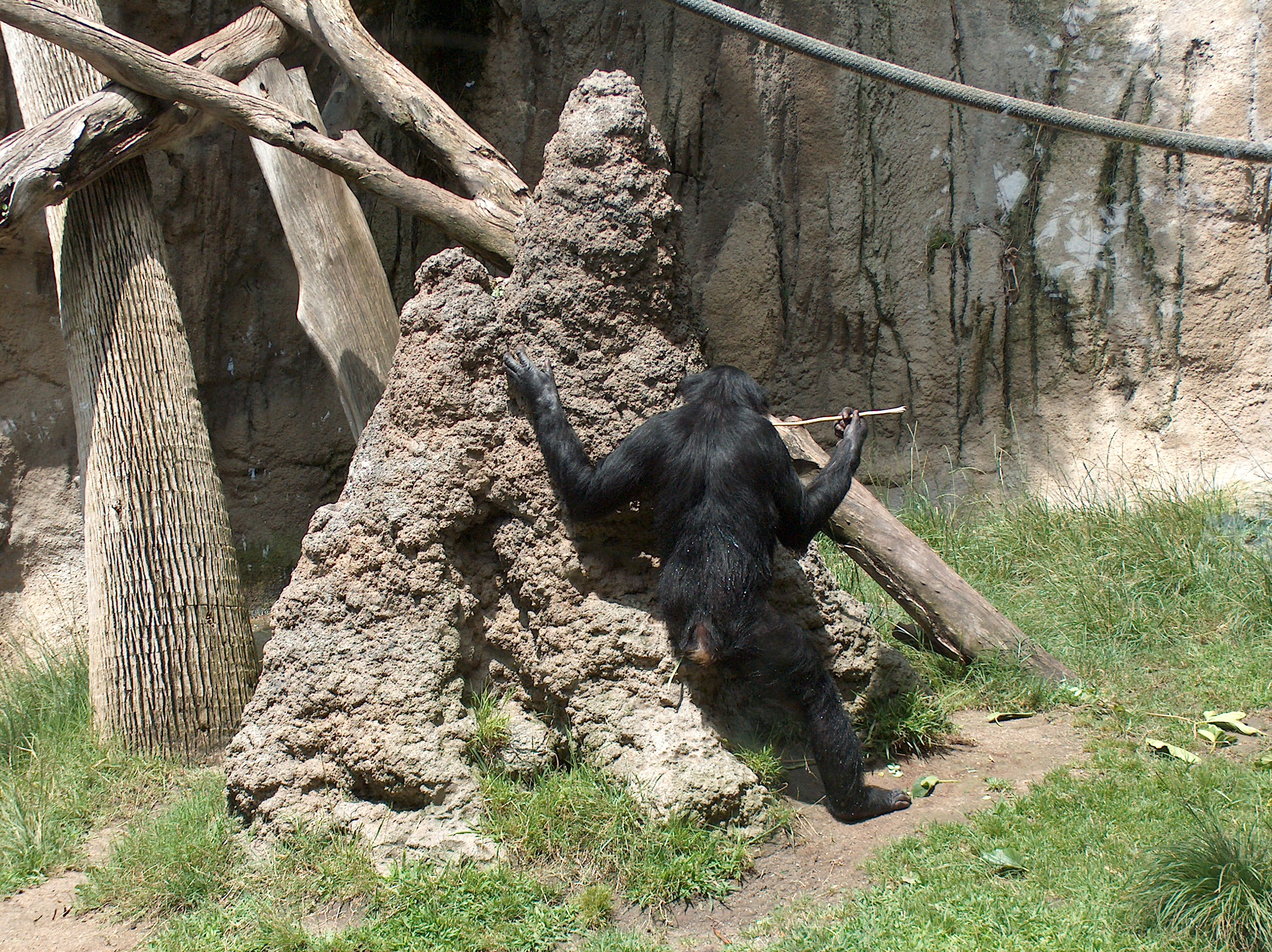
Um Bonobo utilizando uma vara para 'pescar' cupins no Zoológico de San Diego.
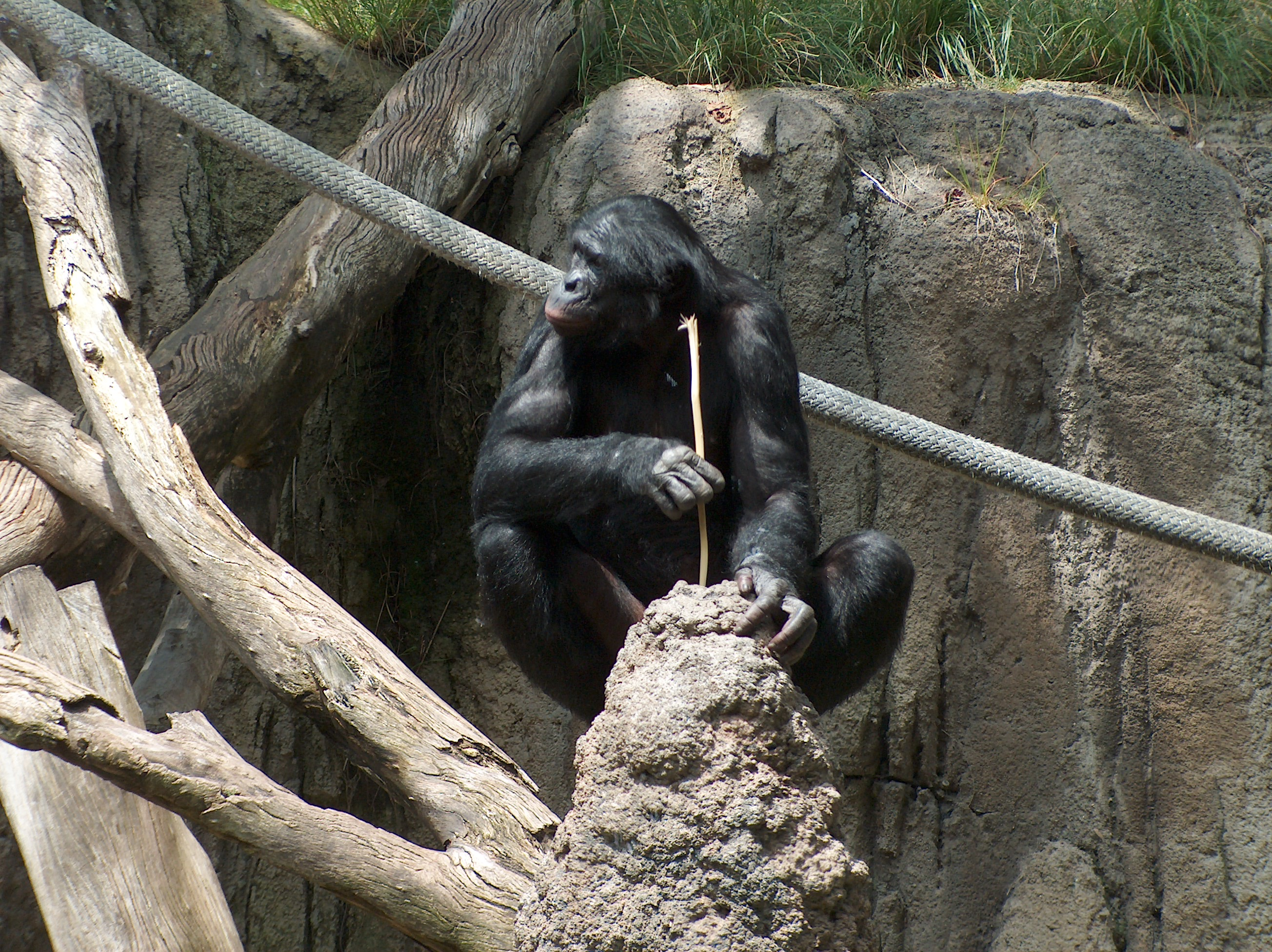
Estágio 2
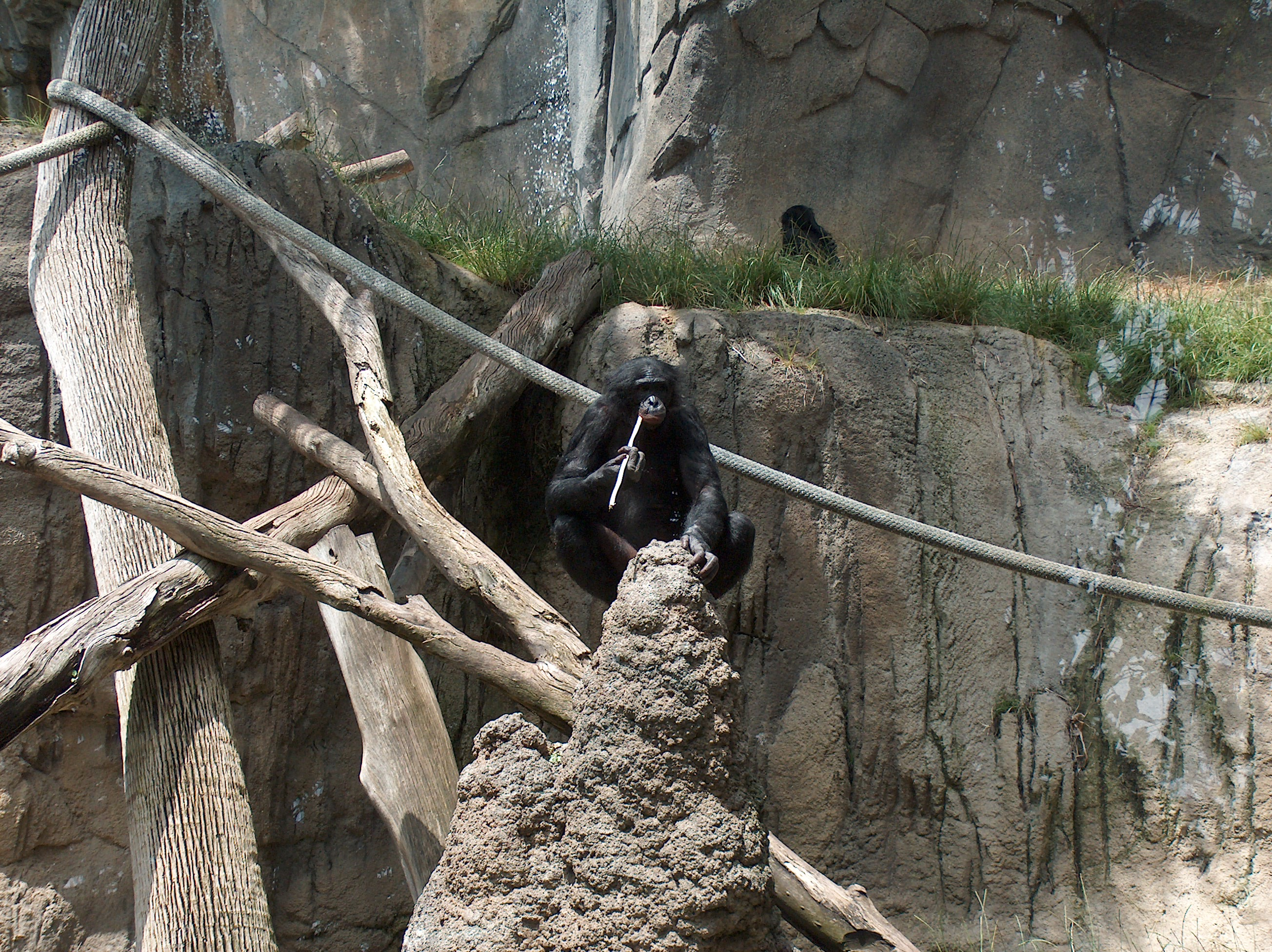
Estágio 3
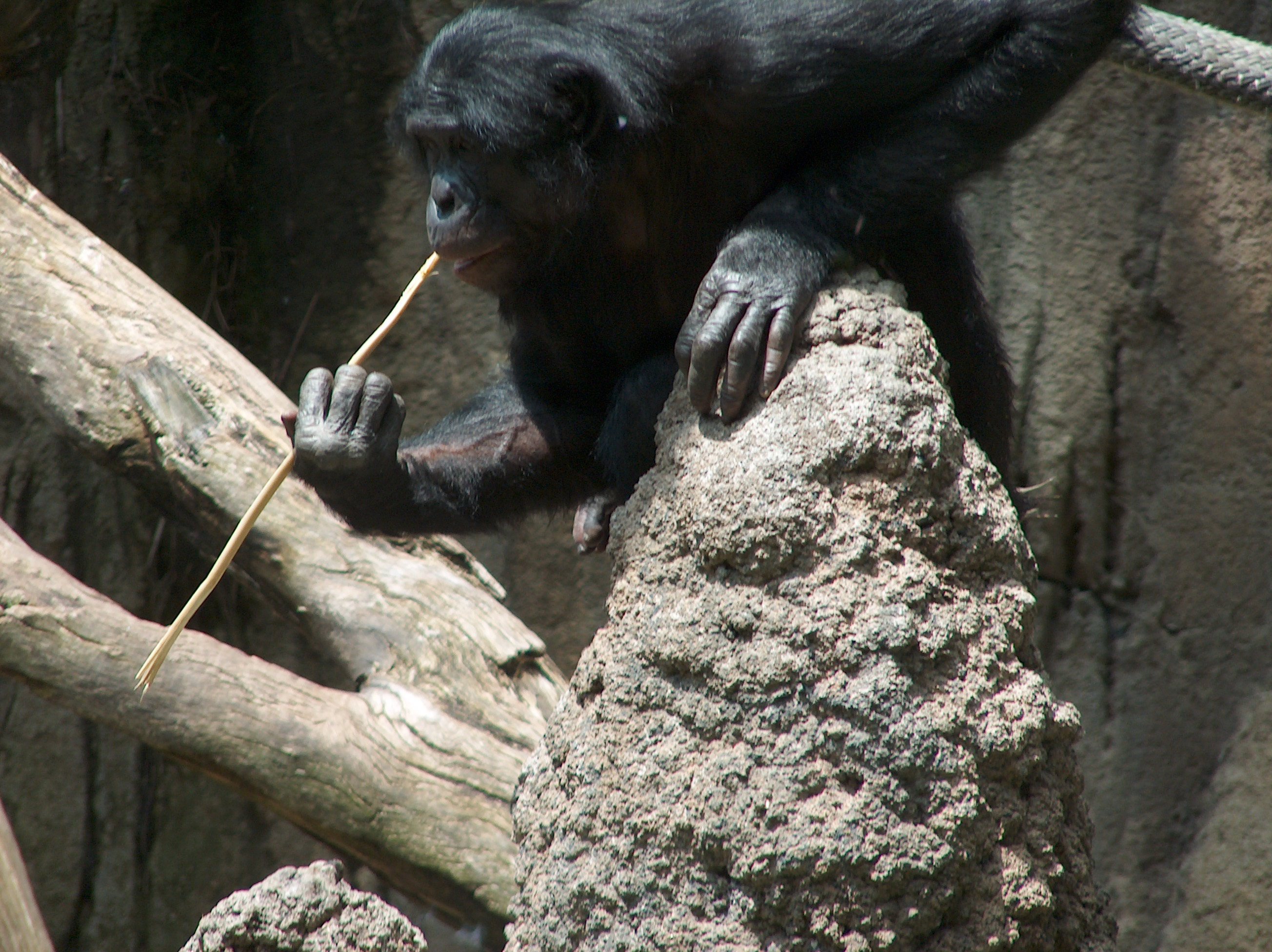
Extraindo os insetos

#### Aves
Muitas aves mostraram-se capazes de utilizar ferramentas. Pela definição de Jones e Kamil, um abutre-do-egito soltar um osso sobre uma rocha não significa usar uma ferramenta, visto que a rocha não pode ser vista como uma extensão do corpo. No entanto o uso de uma rocha manipulada com o bico para quebrar um ovo de avestruz qualificaria o abutre-do-Egito um usuário de ferramentas. Muitas outras espécies, incluindo papagaios, corvos e uma variedade de passeriformes, têm sido identificados como usuários de ferramentas.
Corvos-da-nova-caledónia foram observados utilizando ferramentas de perfuração com o bico para extrair insetos de troncos. Enquanto aves mais jovens na natureza normalmente aprendem esta técnica dos mais velhos, um corvo de um laboratório, chamado "Betty", improvisou uma ferramenta feita de arame sem experiência prévia. O Tentilhão Pica-Pau das Ilhas Galápagos também usa ferramentas simples, como a vara, para lhe prestar assistência na obtenção de alimentos. Em cativeiro, um jovem Tentilhão do Cacto aprendeu a imitar um comportamento, assistindo um Tentilhão Pica-Pau em uma jaula adjacente. Corvos em cidades do Japão inovaram uma técnica de quebrar nozes de casca dura, soltando-as em na faixa de cruzamento de pedestres na rua e deixando que os automóveis, ao passarem por cima delas, as quebrem. Eles então recuperam as nozes rachadas quando os carros estão parados no sinal vermelho. Em algumas cidades dos Estados Unidos, os corvos soltam as nozes em rodovias movimentadas e esperam que os carros quebrem as nozes. Os socozinhos (Butorides striatus) e as gralhas cinzentas (Corvus cornix) usam iscas para capturar peixes.
Gaivotas jogam conchas de ostras vivas em superfícies duras e pavimentadas para que os carros possam dirigir sobre elas e quebrar a concha. Corvos comuns são uma das poucas espécies que fazem seus próprios brinquedos. Eles foram observados quebrando galhos para brincar socialmente.

#### Cetáceos

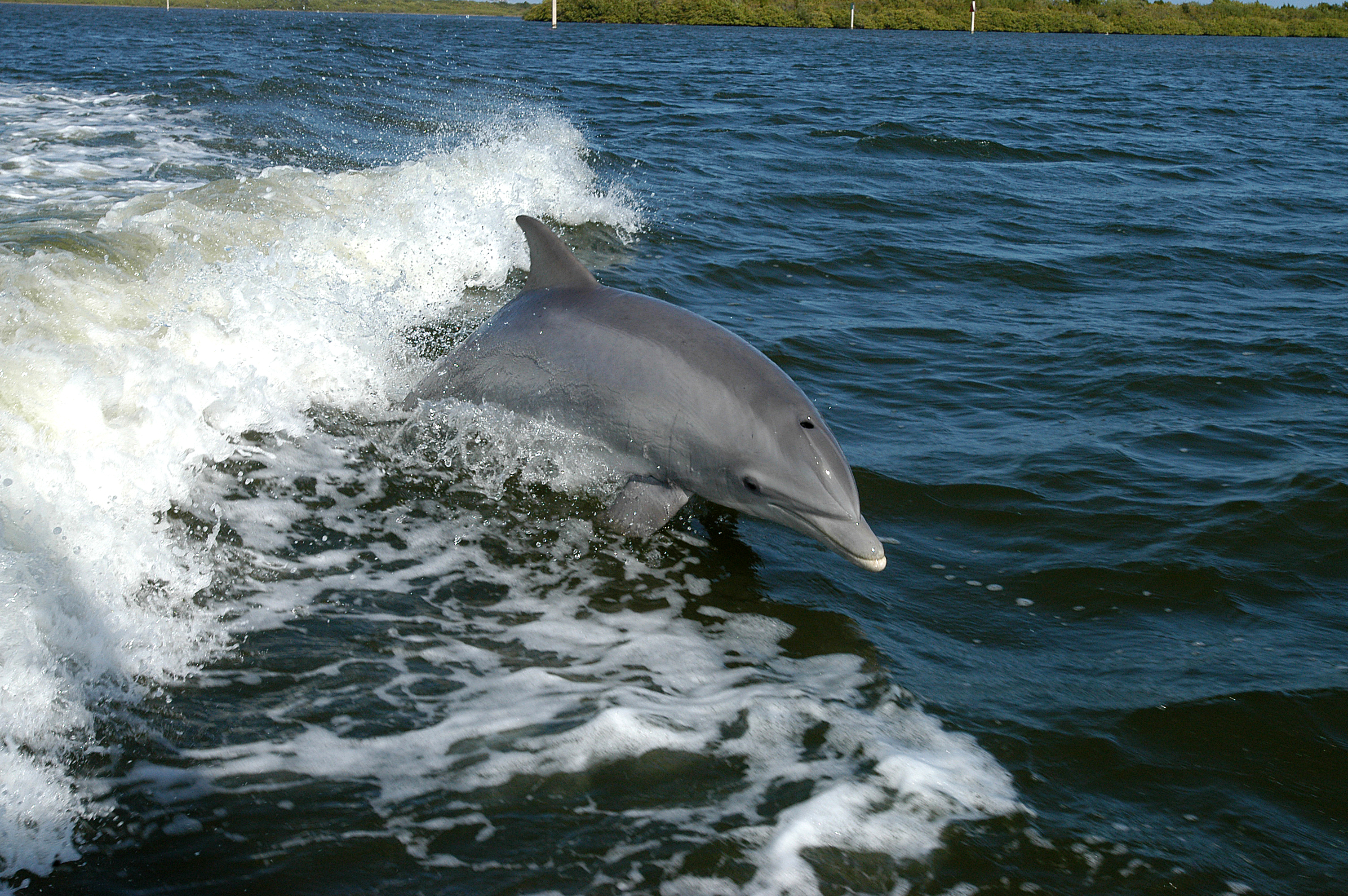
Um golfinho Tursiops surfando na onda de um barco de pesquisa no Rio Banana, Centro Espacial Kennedy.

A partir de 2005, cientistas observaram grupos limitados de golfinhos Tursiops no Oceano Pacífico próximo à costa australiana usando ferramentas básicas. Quando procuram por comida no fundo do mar, muitos desses golfinhos foram vistos arrancando pedaços de uma esponja e envolvendo-os em seu "nariz de garrafa" para prevenir abrasões.
Golfinhos são vistos frequentemente acoplando em comportamento lúdico e criando ferramentas para entretenimento. Eles foram observados soprando bolhas das quais formam anéis para brincar. Após criar o anel de bolha, o golfinho usa seu nariz e corpo para manter a forma da bolha e deixá-la flutuando na superfície.

#### Elefantes
Os elefantes mostram uma notável capacidade de utilizar ferramentas, apesar de não possuir mãos. Ao invés de disto, eles usam sua trompa como braço. Os elefantes foram observados cavando buracos para beber água e depois rasgando a casca de uma árvore, mastigando-a na forma de uma bola, preenchendo o orifício e cobrindo-o com areia para evitar a evaporação. O elefante, mais tarde, volta ao local para beber mais água. Eles também costumam usar galhos para espantar moscas ou se coçar. Estes animais também foram conhecidos por jogar rochas em cercas elétricas para tanto destruir a cerca quanto cortar a eletricidade.

#### Mustelídeos
Lontras do mar foram observadas usando pedras para martelar conchas. Elas martelavam em uma frequência de 45 batidas em 15 segundos ou 180 bpm.

#### Invertebrados

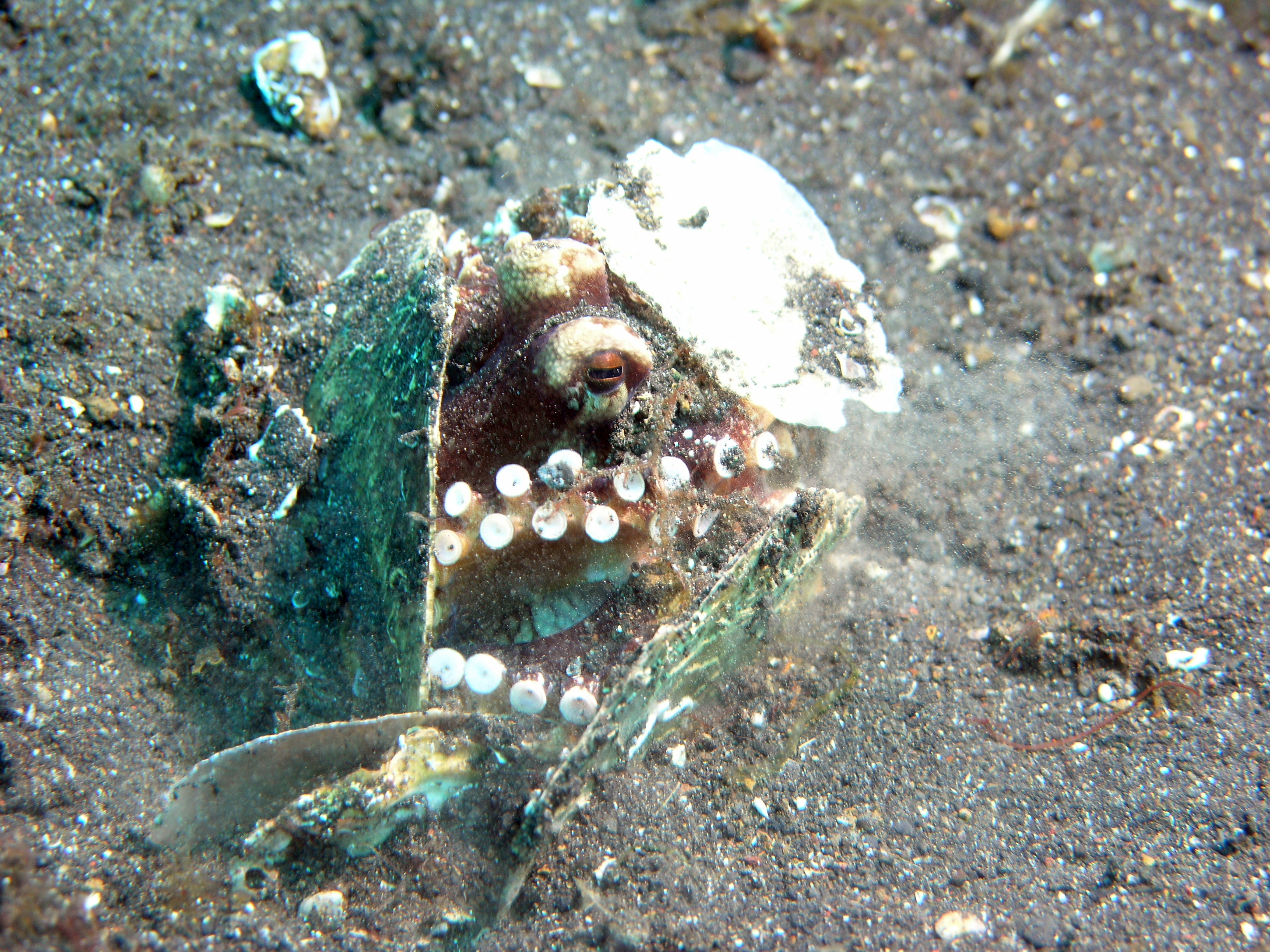
Um polvo-coqueiro, primeiro invertebrado documentado a fazer uso de ferramentas, protegendo-se com uma concha.

Desde 2009, o Polvo-coqueiro (Amphioctopus marginatus) é o único invertebrado que foi, conclusivamente, mostrado ter capacidade para usar ferramentas. Pelo menos quatro indivíduos foram testemunhados recuperando cascas de cocos descartadas, manipulando-as, e então reorganizando-as para usar como abrigo. Esta descoberta foi primeiramente documentada no jornal Current Biology e também foi documentado em vídeo. Com certeza, muitos caranguejos usam cascas descartadas de outras espécies para habitação e outros escolhem itens de vegetação para cultivar em suas carapaças como camuflagem e inúmeros insetos usam pedras, areia, folhas e outros materiais de construção. Estes animais (por exemplo, formigas, cupins e vespas) coletam objetos externos, transportam-nos, e em muitos casos os transformam para funções particulares.